# Švédsko-norská unie
Švédsko-norská unie, oficiálním názvem Spojená království Švédska a Norska (švédsky Förenade konungarikena Sverige och Norge; norsky De forenede Kongeriger Norge og Sverige), či krátce Švédsko-Norsko, byla personální unie Švédska a Norska mezi lety 1814–1905. Oficiálně byly obě země pouze spojeny osobou krále, ale ve skutečnosti to byla unie reálná, v níž Švédsko hrálo prim.[zdroj?] Zanikla odtržením Norska, které se tak po dlouhých staletích dočkalo samostatnosti.

## Vznik unie
Napoleonské války a zejména boje s Ruskem vedly až k ztrátě Finska roku 1809. Švédové, kteří sesadili krále Gustava IV. Adolfa, hledali silného panovníka, který by se zároveň notně podřídil Rigsdagu. Takového se podařilo najít ve francouzském maršálu Jeanu-Baptiste Bernadottovi pozdějším králi Karlu XIV. Janovi. Tomu se podařilo získat Norsko na úkor Dánska smlouvou z Kielu.
Když Napoleon utrpěl rozhodující porážku v Bitvě u Waterloo, Norové nabyli dojmu, že jsou konečně u cíle svých snů o znovu nabytí nezávislosti. Avšak záhy a drsně se z nich probudili, když dánský král mírovou smlouvou z Kielu 1814 musel Norsko odstoupit Švédům, kteří byli od počátku proti Napoleonovi. Toto rozhodnutí vyvolalo v Norsku zuřivý odpor, k němuž se připojil i tehdy úřadující dánský královský místodržící, jímž byl pozdější dánský král Kristián VIII.
Zarputilí Norové svolali vzdoroshromáždění, vlastní sněm, který formuloval a schválil základní norskou ústavu, která byla odvozena z myšlenek Montesquieua. Bylo vyhlášedno krátce existující Norské království. Tato ústava ze dne 17. května 1814 platí v modifikované formě dodnes. Den jejího schválení na sněmu se slaví jako norský státní svátek.
V nelítostných jednáních se Švédy v Mossu se nakonec názory sjednotily v tom, že budou oba státy, Švédsko i Norsko, sjednoceny pod jednou korunou - avšak oba budou mít vlastní zákonodárství a parlament. Vzhledem k tomu, že smrtí Karla XIII. vymřela švédská královská dynastie, Švédové si v osobě Jeana Baptisty Bernadotta zvolili za krále napoleonského generála. Ten pak při jednáních o míru, uzavřeném v Kielu, obratně zastupoval zájmy Švédska.
K volbě Bernadotta švédským králem se ještě téhož roku připojil i norský parlament (Storting). Za Bernadottovy vlády došlo v Norsku k hospodářskému vzestupu. Z rybolovu pobřežního se postupně stal rybolov na volném moři, na pobřeží vznikla nová průmyslová odvětví, ale zesílil i odliv lidí ze zemědělství.
Stará norská závislá území Grónsko, Island a Faerské ostrovy byla vyjmuta z jeho působnosti a setrvaly v rámci unie přidružené k Dánsku. Původně personální unie se společnou zahraniční politikou se vyvinula k unii reálné.

## Zánik unie

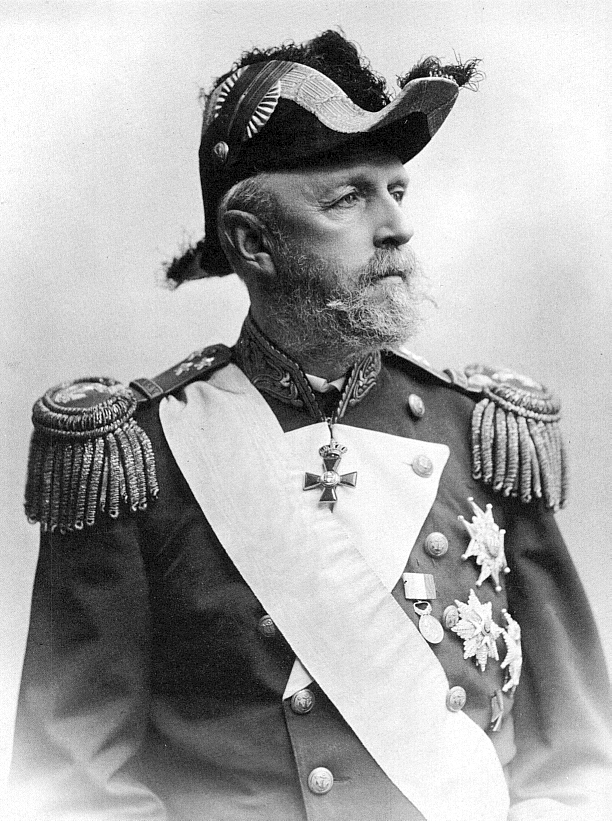
Král Oskar II.

Ačkoliv mělo Norsko v unii značnou autonomii, sílily v Norsku tendence k osamostatnění. Roku 1884 vzniká první norská vláda. Hlavním bodem rozporu se stala snaha Norů mít vlastní konzuly v zahraničí, kterýžto návrh král Oskar II. třikrát vetoval. Pomalu se schylovalo k válce a obě země provedly několik vojenských cvičení. Norsko se chtělo odtrhnout, což král podmiňoval mimo jiné referendem. Dle očekávání odmítl zotavující se král Oskar II. 27. května usnesení norského parlamentu přijmout.
Jørgen Løvland, ministr pro Norsko při stockholmské vládě, však odmítl kontrasignovat královo veto, čímž nemohlo vstoupit v platnost. Tak mohl Løvland králi předložit již podepsané demise členů norské vlády se vzkazem, že norská vláda odstupuje. Král Oskar II. byl postaven před hotovou věc, ale nenechal se vyprovokovat. Sdělil, že nemůže demise přijmout, neboť není v daný okamžik schopen sestavit novou norskou vládu. A tak ho norský parlament uznal neschopným vykonávat úřad norského krále a vyhlásil zánik unie založené právě na společném králi. Referendum se v Norsku uskutečnilo s jednoznačným výsledkem pro rozdělení unie. Po schůzkách v Karlstad pak došlo k mírovému rozdělení obou zemí.

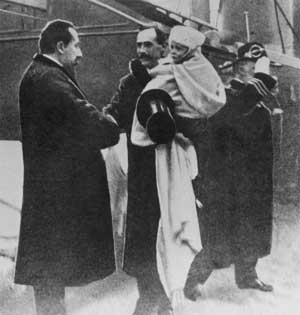
Král Haakon VII. se synem Olafem přijíždí do Norska v roce 1905.

Vyvstala však otázka státoprávního uspořádání Norska: vedle monarchie se nabízela republika. Všelidové hlasování proběhlo 12. a 13. listopadu a dle očekávání bylo velkou většinou odhlasováno království, už proto že kromě Švýcarska a Francie (a miniaturního San Marina) byly všechny evropské země monarchie. Michelsenova vláda vyjádřila přání, aby se novým králem stal příslušník rodu Bernadottů. Nikoliv překvapivě. Členové parlamentu si jistě byli předem vědomi, že na to král nemohl přistoupit, když se Norové vůči jeho osobě a vůči unii zachovali tak nestoudně, a tak královskou korunu nabídnutou rodu Bernadotte odmítl.
Královská koruna byla tedy nabídnuta druhorozenému synovi dánskéko krále Frederika VIII., princi Carlu Christianovi Frederikovi z rodu Schleswig-Holstein-Sonderburg-Glücksburg, tj. dánské větve rodu Oldenburků, předchozí vládnoucí dynastie v Norsku. Nicméně princ Carl nechtěl na trůn nastoupit jako nechtěný král, a tak požádal norský lid o projevení důvěry referendem. Norové osmdesáti procenty odevzdaných hlasů rozhodli o jeho dalším osudu: stal se prvním králem nezávislého Norska od roku 1380. Korunovace nového krále proběhla 22. června 1906 v katedrále Nidaros v Trondheimu. Byla to první a poslední korunovace krále nezávislého Norska.[zdroj?] Ve snaze přiblížit se svým poddaným nový král přijal jméno Haakon VII. a svého syna prince Alexandra přejmenoval na Olafa.

## Králové Švédska a Norska
Dynastie: Holstein-Gottorp
- 1814–1818 : Karel XIII. – švédským králem už od roku 1809.

Dynastie: Bernadotte
- 1818–1844 : Karel XIV. Jan
- 1844–1859 : Oskar I.
- 1859–1872 : Karel XV.
- 1872–1905 : Oskar II. – švédským králem až do smrti v roce 1907.